# Padang Baru (Kaur Tengah)
Padang Baru is een bestuurslaag in het regentschap Kaur van de provincie Bengkulu, Indonesië. Padang Baru telt 358 inwoners (volkstelling 2010).